# Solanum rubicaule
Solanum rubicaule ist eine Pflanzenart aus der Familie der Nachtschattengewächse (Solanaceae). Sie wurde 2010 erstbeschrieben und ist im südlichen Ecuador und dem nördlichen Peru heimisch.

## Beschreibung

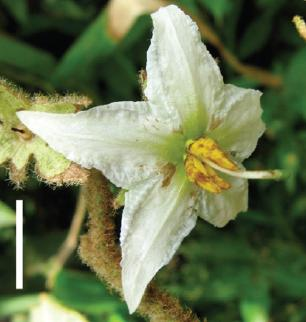
Zwittrige Blüte, Maßstab ist 1 Zentimeter

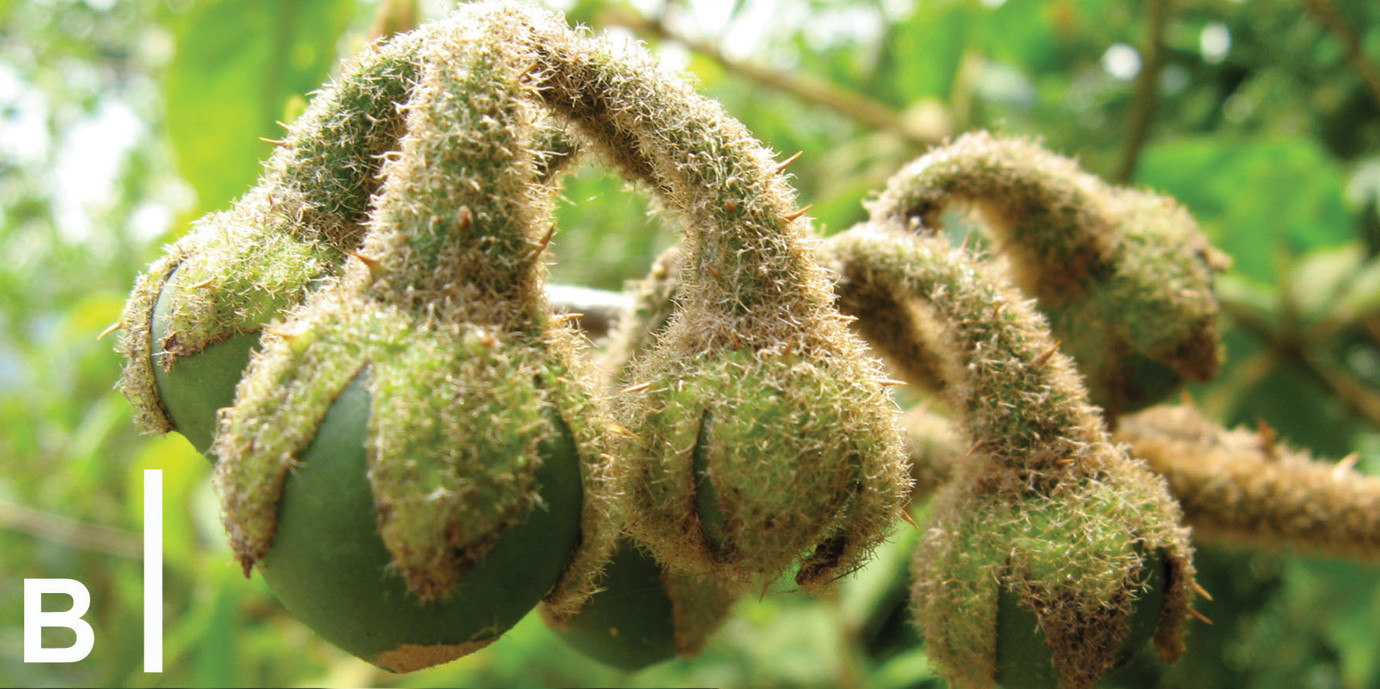
Beeren, Maßstab ist 1 Zentimeter

Solanum rubicaule wächst als kletternder Strauch, der sich häufig an anderen Pflanzen anheftet und 1 bis 3 Metern lang wird. Der Stamm ist mit gebogenen, hellbraunen bis orangen Stacheln besetzt, die denen von Rosen ähneln. Diese Stacheln werden bis zu 3 Millimeter lang und haben eine 2 bis 3 Millimeter lange und 0,5 bis 1 Millimeter breite Basis. Der Stamm ist dicht mit hell- bis rostbraunen, sternförmigen und fünf- bis zehnreihigen Trichomen besetzt. Diese werden 0,1 bis 0,2 Millimeter lang.
Die sympodialen Einheiten der blütentragenden Zweige bilden zwei paarig angeordnete Laubblätter aus. Die einfachen Blätter werden zwischen 10 und 13 Zentimeter lang und zwischen 5 und 8 Zentimeter breit. Die ledrige oder papierartige Blattspreite ist elliptisch geformt. Ihre häufig asymmetrisch geformte Basis ist stumpf, die Spitze spitz zulaufend und ihre Blattränder sind ganzrandig. Die rötlich braune Blattoberseite ist dicht mit einreihigen Trichomen besetzt, welche 0,3 bis 0,6 Millimeter lang werden. Weiters findet man auch sternförmige, mehrreihige Trichome, welche denen des Stammes ähneln und etwa 0,2 bis 0,6 Millimeter lang werden. Die Reihen drei bis acht werden rund 0,2 bis 0,4 Millimeter lang. Die weißlich grüne Blattunterseite ist dicht mit sternförmigen, bis zu zwölfreihigen Trichomen besetzt, welche 0,1 bis 0,3, die Reihen acht bis zwölf 0,2 bis 0,4 Millimeter lang werden können. Von der Blattachse gehen fünf bis sieben Paare an sekundären Blattadern ab, und die Mittelrippe weist gelegentlich einige gebogene Dornen auf. Falls vorhanden wird der Blattstiel bis zu 2 Zentimeter lang und ist mäßig bis dicht mit Trichomen besetzt. Weiters weist er gelegentlich gebogene Dornen auf.
Die Blütenstände stehen achselständig oder gegenüber der Blätter an den Stängeln. Sie werden bis zu 12 Zentimeter lang und sind unverzweigt oder zweifach verzweigt. Jeder der Blütenstände besteht aus zwei bis acht Blüten. Die Art ist andromonözisch, und man findet männliche Blüten an jungen Pflanzen, während zwittrige Blüten an älteren Pflanzen vorkommen. Der Blütenstand ist spärlich bis dicht mit unverzweigten Trichomen behaart, welche denen des Stammes ähneln. Der Blütenstiel wird 0,5 bis 3 Zentimeter lang. Er ist an der Basis gelenkartig gebogen. Die Blütenstiele werden zur Blütezeit 7 bis 11 Millimeter lang und stehen 2 bis 4 Millimeter auseinander. Wenn sie Früchte tragen, sind sie zwischen 1 und 2 Zentimeter lang.
Blühende Exemplare wurden im Dezember und fruchttragende Exemplare wurden von Dezember bis Januar sowie von März bis April gesammelt. Die Blüten sind fünfzählig. Der Kelch ist zwischen 1,2 und 2 Zentimeter lang, wobei die ersten 2 bis 3 Millimeter als Röhre ausgebildet sind. Er ist mit 1,2 bis 1,8 Zentimeter langen und 0,3 bis 0,6 Zentimeter breiten, dreieckigen Lappen besetzt. Die dichte Behaarung auf der Unterseite des Kelches gleicht der des Stammes. Die weiße Krone misst 3 bis 4 Zentimeter im Durchmesser, ist sternförmig fast bis zur Basis gelappt und besteht aus papierartigen Kronblättern. Die zur Blüte leicht zurückgebogenen, annähernd dreieckig-eiförmigen Kronlappen werden 1,2 bis 1,6 Zentimeter lang und 0,4 bis 0,8 Zentimeter breit, und ihre Mittelrippe ist auf der Unterseite dicht behaart. Die Oberseite der Kronlappen ist unbehaart. Die unbehaarten Staubfäden werden 1 bis 2 Millimeter lang. Die gelben Staubbeutel sind bei einer Länge von 7 bis 10 Millimeter und einer Breite von 1 bis 2 Millimeter linear-lanzettlich geformt. Sie öffnen sich durch Poren an den Spitzen, welche sich nicht zu länglichen Schlitzen vergrößern. Der Fruchtknoten ist spärlich mit sternförmigen, weißen Trichomen behaart. Der zylindrische Griffel von männlichen Blüten ist 4 bis 7 Millimeter lang und 0,5 bis 1,5 Millimeter breit und unbehaart. Der zylindrische Griffel von zwittrigen Blüten ist 10 bis 14 Millimeter lang und 0,5 bis 1,5 Millimeter breit und unbehaart. Die kopfförmige Narbe ist bis zu 1,5 Millimeter breit.
Als Früchte werden zur Reife hin feste, grün gefärbte, unbehaarte Beeren gebildet, welche bei einem Durchmesser von 1 bis 2 Zentimeter kugelig geformt sind und eine kleine, spitz zulaufende Ausbuchtung an der Spitze haben. Die Beeren stehen an einem nach unten gebogenen Stiel. Jede der Beeren trägt 25 bis 50 braune Samenkörner. Diese sind bei einer Länge von etwa 3 Millimeter und einer Breite von rund 2,5 Millimeter abgeflacht-nierenförmig geformt und haben eine runzelige Oberfläche.

## Verbreitung und Lebensraum
Das natürliche Verbreitungsgebiet von Solanum rubicaule erstreckt sich von der im südlichen Ecuador gelegenen Provinz Zamora Chinchipe bis in die im nördlichen Peru gelegene Region Cajamarca. Die Art gedeiht dort in Höhenlagen von 1650 bis 2200 Metern. Sie wächst vor allem in gestörten, tropischen Bergwäldern und auf offenen Flächen.

## Systematik
Die Erstbeschreibung als Solanum rubicaule erfolgte 2010 durch Stephen R. Stern in PhytoKeys Nummer 1, Seite 55. Das Artepitheton rubicaule leitet sich von der Gattung Rubus, deren kletternde Wuchsweise der von Solanum rubicaule ähnelt und dem lateinischen Wort caulis für Stamm ab.